# Теллінгер Вільгельм Павлович
Вільгельм Павлович Теллінгер (нар. 20 жовтня 1950, Мукачево, Закарпатська область, УРСР — пом. 24 січня 2013, Берегове, Закарпатська область, Україна) — радянський футболіст, нападник, український тренер угорського походження. Зокрема відомий своїми виступами за ЦСКА в 1970-их років. Майстер спорту СРСР.

## Життєпис
Походить з закарпатських угорців, розпочав займатися футболом у 10 років, а в 14 був прийнятий в юнацьку команду мукачівського Локомотива, яка грала на чемпіонаті Закарпаття. З самого початку виступав на позиції центрального нападника. У дорослому футболі дебютував у луцькому «Торпедо», потім у 1969 році перейшов в ужгородську «Верховину». Наступного року його запросили до львівського СКА, де грав під керівництвом олімпійського чемпіона Йожефа Беци. СКА зі Львова в ті роки був головним постачальником кадрів у головну армійську команду (тільки за попередні 4 роки цим шляхом пройшли тренер Шапошников, Капличний, Дударенко, Плахетко, Варга, Грещак, Колодій, Юшка, Шулятицький). Не став винятком й Теллінгер.
4 квітня 1972 року Теллінгер дебютував у складі ЦСКА й у вищій лізі. У перший же свій сезон молодий нападник став найкращим бомбардиром команди (разом з Дорофєєвим і Полікарповим), забивши 6 м'ячів. Незабаром він отримав виклик до молодіжної збірної, срібного призера першого чемпіонату Європи для молодіжних команд. І знову відразу почав забивати — шведам на стадіоні «Динамо».
В кінці сезону нападаючий потрапив в лауреати призу ленінградського журналу «Зміна», який вручався 11-ом найкращим новачкам сезону (разом з Теллінгером його отримав, наприклад, й Олег Блохін).
Наступний сезон для Теллінгера склався ще вдаліше. У чемпіонаті він забив на м'яч більше, ніж минулого року — цього разу 7. Але головне, в чемпіонаті 1973 року по регламенту після кожної нічиєї пробивались післяматчеві пенальті. І саме в цей сезон Теллінгер змістив з посади штатного пенальтиста ЦСКА Полікарпова, який промазав тричі поспіль. Усього за сезон 1973 року Теллінгер забив 9 з 9 пенальті, 7 післяматчевих і 2 в грі. У тих двох серіях пенальті, коли Теллінгера не було на полі, ЦСКА серію програвав. У молодіжній збірній він зіграв ще раз, і знову зі шведами, і знову забив, і знову зіграли 2:2, тільки цього разу на полі суперника. В цьому ж році Теллінгер став майстром спорту.
Одним з козирів нападника, за спогадами сучасників, була ігрова хитрість. Слова про гру Теллінгера одного з глядачів товариського матчу ЦСКА в гостях у свердловського «Уралмашу», який тоді грав у другій лізі:

Два потужних уралмашевських захисника затиснули Теллінгера з м'ячем у бровки. Несподівано той виключився з гри і взявся підтягувати гетри, спочатку на одній нозі, потім на іншій. Захисники стояли й сумлінно чекали, поки він закінчить гардероб. А Вільгельм раптом прокинув м'яч повз них і різко кинувся вперед. Трибуни оцінили військову хитрість армійця й вибухнули сміхом.

У 1974 році багатообіцяюча кар'єра Теллінгера різко пішла на спад. Він випав зі складу команди, за рік в офіційних турнірах зігравши лише 5 разів і відзначився 1 голом. Для всього ЦСКА це був один з найгірших сезонів в історії, клуб набрав стільки ж очок, скільки й вилетівший «Кайрат» і врятувався від вильоту лише за додатковими показниками. У ситуації кризи, яка не припинялася ось уже 4 роки, був запрошений на посаду головного тренера футбольного клубу прославлений хокейний тренер Анатолій Тарасов. З футболістами у Тарасова не склалося. Особливо не пощастило Теллінгеру. Як згадує його товариш по команді Юрій Істомін:

Чергова група закінчила заняття. Футболісти вишикувалися. Тренер звернувся до них у своїй звичайній оригінальній манері: «Товариші офіцери, дорогі мої хлопці! Ви добре попрацювали — відпочивайте. А Теллінгер, який отримав від мене зауваження на тренуванні, залишиться на повторну і щоб провів її без зауважень». Теллінгер після цих слів, уявивши пекло повторної тарасовського тренування, так і звалився в строю.

На поле в сезоні 1975 року все почалося відносно непогано, в травні ЦСКА навіть вийшов на друге місце. Але незабаром ЦСКА потрапив у затяжну 8-матчеву серію без перемог, Теллінгер зі складу зник. А восени клуб потрапив у ще гіршу серія з 13-ти безвиграшних матчів. Не дивно, що останній матч сезону виявився останнім в ЦСКА й для Теллінгера, й для Тарасова. За іронією долі ЦСКА в той день грав у Львові, тільки не зі СКА, а з «Карпатами». На наступний рік Теллінгер пішов грати лігою нижче в третю свою армійську команду, на цей раз в Ростов-на-Дону. Відігравши там трохи більше сезону, він повернувся до рідного СКА Львів, де знову почав забивати, хоча вже двома лігами нижче. В цей львівський період він грав під керівництвом головного тренера Капличного, свого земляка й товариша по ЦСКА, і виконував при ньому роль граючого тренера. В останніх радянських чемпіонатах Теллінгер тренував дрогобицьку «Галичину».
З 1993 року проживав і працював тренером в Угорщині в таких клубах як «Кішкереш», «Екер-Штадлер», «Хайдунанаш», «Кішкунмайша».
У 2007 році тренував в першому сезоні відроджений після 5 років забуття клуб «Берегвідейк», один з найвідоміших аматорських футбольних клубів України, з яким зайняв 6-те місце в чемпіонаті Закарпатської області.
Помер у січні 2013 року.

## Клубна статистика
| Сезон | Клуб                 | Ліга  | Матчі | Голи |
| ----- | -------------------- | ----- | ----- | ---- |
| 1969  | Верховина            | Друга | ?     | ?    |
| 1970  | СКА (Львів)          | Друга | ?     | ?    |
| 1971  | СКА (Львів)          | Друга | ?     | 7    |
| 1972  | ЦСКА (Москва)        | Вища  | 22    | 6    |
| 1973  | ЦСКА (Москва)        | Вища  | 24    | 7    |
| 1974  | ЦСКА (Москва)        | Вища  | 3     | 1    |
| 1975  | ЦСКА (Москва)        | Вища  | 13    | 1    |
| 1976  | СКА (Ростов-на-Дону) | Перша | 18    | 3    |
| 1977  | СКА (Ростов-на-Дону) | Перша | 11    | 0    |
| 1978  | СКА (Львів)          | Друга | 37    | 11   |
| 1979  | СКА (Львів)          | Друга | 38    | 9    |
| 1980  | Поділля              | Друга | ?     | 4    |
| 1981  | Поділля              | Друга | ?     | 16   |

## Досягнення
- 1972 —Приз «Найкращим дебютантам сезону» журналу «Зміна»
- 1973 — Майстер спорту СРСР